# Le Flambeau dans l'oreille
Le Flambeau dans l'oreille (Die Fackel im Ohr) est le deuxième tome de l'autobiographie en trois tomes d'Elias Canetti (1905-1994). Il y décrit sa jeunesse de 1921 à 1931. Ce volume a été publié en 1980 ; l'année suivante, Canetti a obtenu le Prix Nobel de littérature. Le troisième tome, Jeux de regards (Das Augenspiel), qui porte sur les années 1931 à 1937, a été publié en 1985.

## Contenu
Le livre décrit les années de jeunesse dans une pension de Francfort-sur-le-Main entre 1921 et 1924, à l'époque de l'inflation, puis les années d'études de 1924 à 1931 à Vienne et les discussions littéraires avec Veza, sa future femme. Les années à Vienne sont interrompues par un séjour prolongé en 1928 à Berlin, au point d'orgue des années 1920. 
La relation avec sa mère, qui n'approuvait pas ses ambitions littéraires, joue un rôle essentiel. 
Le titre du livre est en relation avec le fait qu'à Vienne Canetti était un des auditeurs enthousiastes des conférences de Karl Kraus qui publiait à l'époque la revue Le Flambeau.